# Garin Trousseboeuf
Garin Trousseboeuf est le héros d'une série de douze romans historiques pour la jeunesse d'Évelyne Brisou-Pellen. La série porte le nom de ce personnage.
Garin est originaire d'une famille pauvre, composée de 25 enfants dont il était le 19e. Il eut beaucoup de chance car il put étudier l'écriture dans une abbaye, puis décide de parcourir les routes muni de son écritoire, et de travailler comme scribe itinérant pour assurer sa survie. Il ne donne presque jamais sa vraie identité, ayant honte de son nom qu'il trouve ridicule.
Ce livre nous permet de découvrir le monde au Moyen Âge, notamment la France, mais surtout la guerre de Cent Ans qui faisait rage à cette époque. Chacune de ses aventures, situées autour de 1350, est l'occasion de découvrir de nouveaux personnages et de nouveaux territoires, mais aussi de participer à des enquêtes dans lesquelles le contexte historique joue un rôle primordial. Il rencontre des figures réelles de l'histoire de France et d'Angleterre, comme le Prince Noir ou Bertrand du Guesclin.

## La série
1. L'inconnu du donjon[2]
2. L'Hiver des loups
3. L'Anneau du prince noir[3]
4. Le Souffle de la salamandre[4]
5. Le Secret de l'homme en bleu
6. L'Herbe du diable
7. La Tour de Londres
8. Le Chevalier de Haute-Terre
9. À vendre, cheval indomptable[5]
10. Le Crâne percé d’un trou
11. Les Pèlerins maudits
12. Les Sorciers de la ville close.

## Le Crâne percé d'un trou

### Résumé
Ce livre raconte l'histoire d'un jeune scribe venant d'une famille pauvre de 25 enfants qui voulait trouver le calme et la sécurité au mont Saint-Michel. À peine est-il arrivé qu'une suite de malheurs s'acharneront sur ce mont, disparition d'une précieuse relique, « le crâne de saint Aubert », mort d'un vieux scribe... Le crâne se serait-il vengé ?

### Date de publication et éditions
Ce livre a été publié en 1998 aux éditions Folio junior.

### Âge de lecture minimum
Ce livre, comme tous ceux de la série, est à lire à partir de 11 ans.

## L'Hiver des loups

### Résumé
C'est en 1354, qu'un jeune scribe, Garin Trousseboeuf, pourchassé par des loups dans un hiver glacial, va trouver refuge dans une vielle maison loin du village où vit Jordane et ses deux petites sœurs. Qui est-elle ? Il remarque que les villageois en ont une peur bleue et malgré leurs conseils, Garin va loger chez elle . C’est alors qu’il apprend que Jordane est accusée d’attirer les loups, à la suite d'une mésaventure avec eux quand elle avait 3 ans. Elle va être accusée de sorcellerie et seul Garin pourra la sauver… que va découvrir cet enquêteur plein de curiosité…?

### Age de lecture minimum
Ce livre, comme tous ceux de la série, sont à lire à partir de 11 ans.

### Date de publication
Ce livre a été publié en 1998 par l'éditions Folio junior.

### Illustrations
C'est Erwann Surcouf qui a créé ces illustrations.